# Eutoea personaria
Eutoea personaria là một loài bướm đêm trong họ Geometridae.